# Aiszóposz

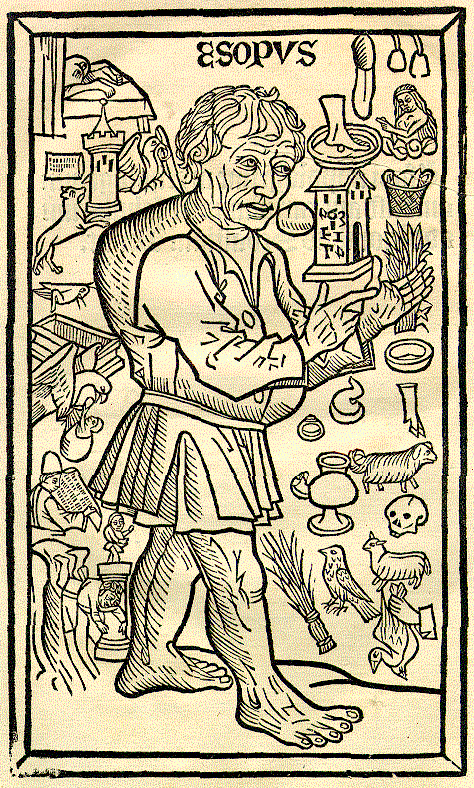
Aiszóposz elképzelt alakja egy 15. századi metszeten

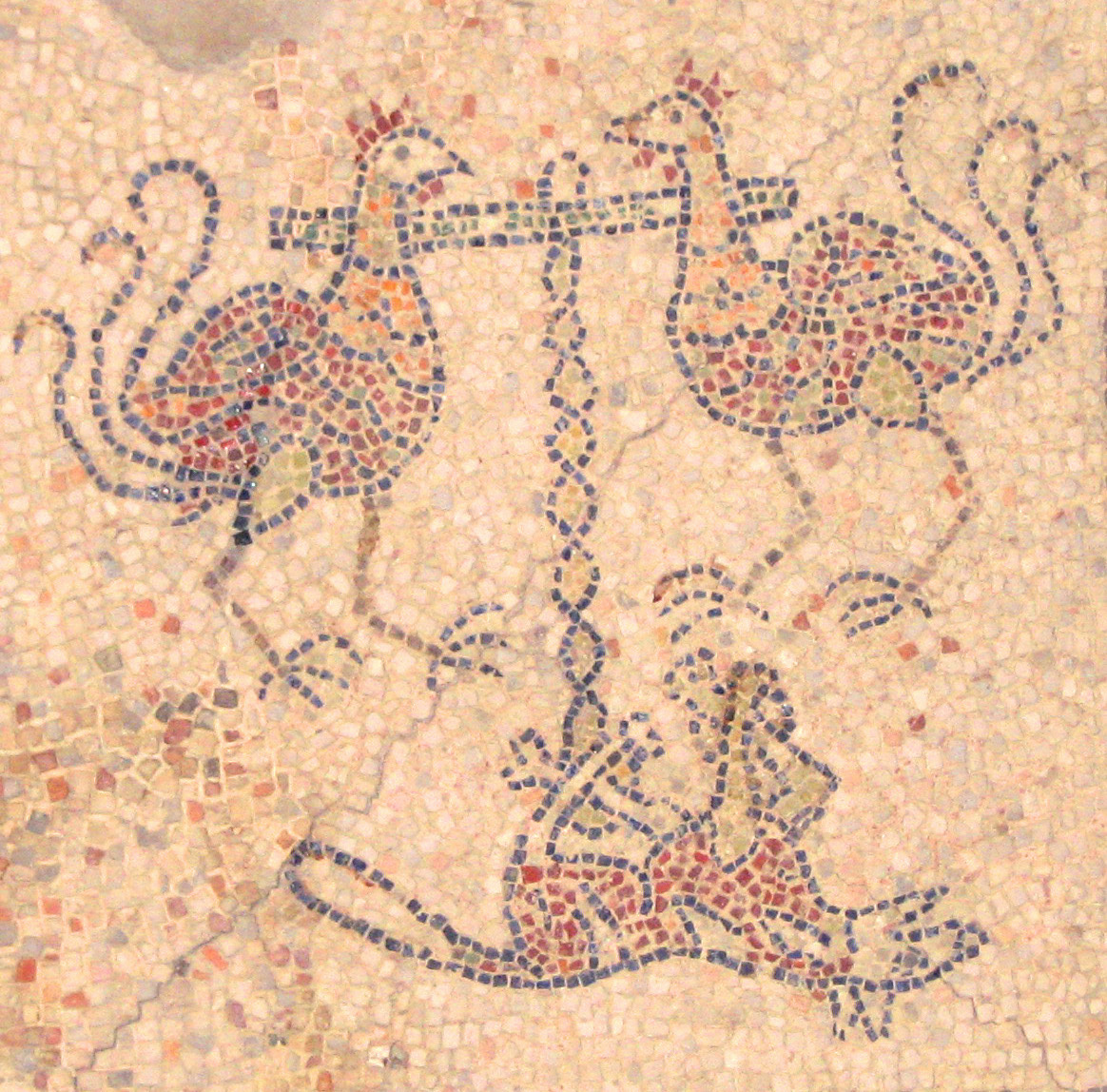
Aiszóposz egyik meséjének illusztrációja egy 273-ból származó ravennai templomi padlómozaikon

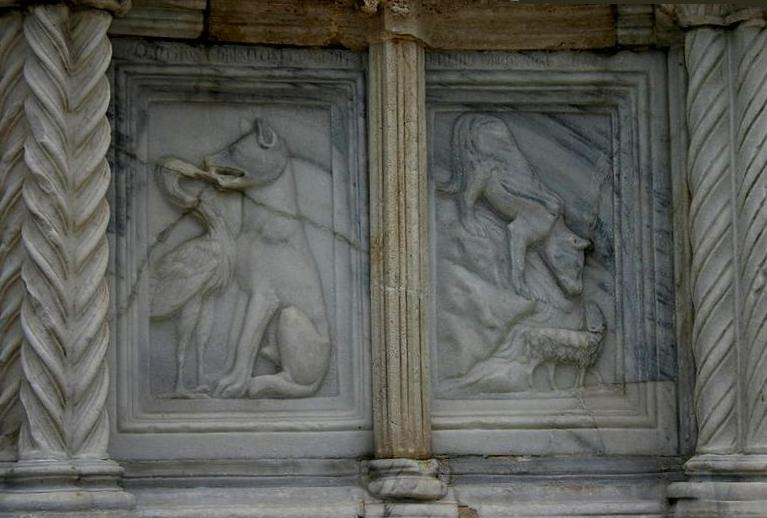
Aiszóposz mesefigurái, Perugia, 1275

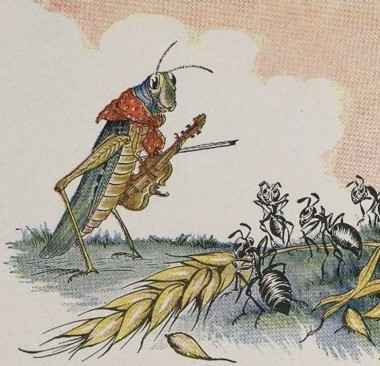
A tücsök és a hangya, Milo Winter illusztrációja (1919)

Aiszóposz (ógörögül: Αἴσωπος, átírásban: Aísōpos; latinul: Aesopus), magyaros formában Ezópus(z) (Amorium, Kis-Ázsia, Kr. e. 620 körül – Delphoi, Kr. e. 564 körül) híres ókori görög meseköltő, a „mesék Homérosza”. Európa számára ő a meseirodalom alapítója. Neve és számos meséje önállóan is fogalommá vált.

## Élete
Hérodotosz és Arisztotelész szerint az i. e. 6. század első felében élt Szamosz szigetén, Xanthosz, majd Iadmon rabszolgájaként, aki végül felszabadította. Kortársa volt Szapphó is. Hérakleidész Lembosz szerint trák volt. A hagyomány szerint azonban fríg rabszolga: alacsony termetű, púpos ember volt, aki szellemi képességeivel kiemelkedett kortársai közül, s gazdája szabad emberré tette.
Mesemondó tehetségével nagy népszerűségre tett szert, és hamarosan bekapcsolódott a kor politikai életébe is. A hagyomány szerint eljutott Kroiszosz lüd király udvarába, aki diplomáciai feladatokkal különböző utakra küldte. Így jutott el Delphoiba, ott azonban – amint arról Arisztophanész tudósít – összeütközésbe került a helyi papokkal, akik istenkáromlás miatt megölték i. e. 564-ben.
A delphoiak később jóvátétel gyanánt vérdíjat fizettek, amit volt gazdájának unokája, a hasonló nevű Iadmon kapott meg.

## Művei
Az állatmese (fabula) műfaja ősidők óta általánosan ismert volt a nép körében. Az addig csak szájhagyomány útján terjedő és fennmaradó mesék megjelennek már Hésziodosz, Arkhilokhosz, Szimónidész műveiben is, de Aiszóposz foglalta írásba az akkor és abban a kultúrkörben ismert mesekincs – valószínűleg – legnagyobb részét. A mesélők ajkán minden bizonnyal sokkal hosszabb történeteket Aiszóposz tömör prózában rögzítette.

## Utóélete
Élettörténete a századok során számtalan legendával bővült (például az alvilágot is meglátogatta és visszatért onnan), és a középkorban önálló regénnyé vált (Aiszóposz-regény).
Az általa gyűjtött és rögzített mesék az európai kultúrkör mesevilágának alapját képezik, kissé eltérve például a sumér mesevilágnak ezekkel csak távoli hasonlóságot mutató történeteitől. Az indiai Pancsatantra mesegyűjteménnyel, ami a perzsa és arab mesevilág alapját képezi, Aiszóposz történetei közül csak kettő hozható összefüggésbe.
Meséit a középkorban a kolostori iskolákban gyakran olvasták erkölcsi tartalmai miatt.
A könyvnyomtatás feltalálása után hamarosan számos kiadásban jelent meg. Kiemelkedően szép volt az 1476-ban Ulmban megjelent munka, gyönyörű fametszetei miatt.
A 17. és 18. századokban Jean de La Fontaine (1621–1695) és Gotthold Ephraim Lessing (1729–1781) írták újra korszerű formában Aiszóposz meséit.
Magyarra is sokszor lefordították:
- Heltai Gáspár sajátos keresztény formában át is dolgozta: A bölcs Esopusnak és másoknak fabulái
- Pesti Gábor: Esopus fabulái, mellyeket mastan újonnan magyar nyelvre fordított Pesti Gábriel (1536 ?)
- stb.

A mai európai nyelvekben, így a magyarban is számos olyan fordulat él, ami közvetlenül Aiszóposztól származik (egy fecske nem csinál nyarat, más tollával ékeskedik és sok más).

## Magyarul (válogatás)

### 1849-ig
- Aesopi Phrygis fabulae. Gabriele Pannonio Pesthino interprete / Esopus fabulaij, mellijeket mastan wijionnan magijar nijelwre forditot Pesthi Gabriel, Officina Joannes Singrenius, Viennae Pannoniae, [Bécs], 1536
- Szaz fabvla, mellyeket Esopvsból és egybenünnen egybe gyütet és összue szörzet a fabuláknac értelméuel egyetembe Heltai Gáspár, Heltai Gáspár, Kolozsvár, 1566
- Ezopusnak száz ötven meséi, mellynek most újra magyar nyelvre fordíttatván ki adattattak, s.n., 1767
- Bellegarde: Ezopus élete és fabulái, fordítás: Németh Antal, Kurtzböck Nyomda, Bécs, 177?
- Külömb külömb féle autoroknak görög, és deák nyelvből most újjra magyar nyelvre fordíttatott meséik, mellyek rövid szóval É'sopus' meséinek mondattatnak, 1-2., Református Kollégium, Kolozsvár, 1776–1777
- Haszonnal mulattató mesék. Mellyeket rész-szerint Ésopusból vett, rész-szerint maga tsinált, s az olvasásban gyönyörködő iffjaknak kedvekért könnyen érthető versekbe foglalt Pétzeli Jósef, Streibig József, Győr, 1788
- Fédrusnak, ésópusi beszédekről írt 5 könyvei és ragasztékja; fordítás és jegyzetek: Sepsi Zalányi Szabó Elek, Lyceum Nyomda, Kolozsvár, 1824
- Fedrus Esópusi meséi, fordítás: Tamassa Pál, Számmer Nyomda, Veszprém, 1833
- Válogatott darabok Esopus elmés meséiből – Magyar nyelvet tanuló gyermekek számára könnyen érthető versekben magyarázta B. J., Trattner-Károlyi Nyomda, Pest, 1835
- Aesop meséi, fordítás: Szabó István, Hartleben, Pest, 1846, (Hellen könyvtár)

### 1850–1919
- Ezópusi mesék, Fédrus után szabadon forditá s közrebocsátá Komáromi Károly, Városi Nyomda, Debrecen, 1854
- Fedrusnak Augustus szabadosának esópi meséi, Ramasetter Károly, Veszprém, 1856
- Phaedrus Aesopusi meséi, fordítás: Szarvas Gábor, Ráth, Pest, 1869
- Phaedrus: Aesopi meséinek öt könyve, fordítás: Sárváry Jakab, Aigner, Budapest, 1876, (Magyar könyvesház)
- 300 Aesopus-mese, ifjúsági átdolgozás: ifj. Ludvigh János, Boros Gábor; Lampel, Budapest, 188?
- Tanulságos mesék, Eggenberger, Budapest, 1891
- Heltai Gáspár esopusi meséi, kiadta: Imre Lajos, Franklin, Budapest, 1897, (Régi magyar könyvtár)
- Markó László dr.: Ezópusi mesék, Grill, Budapest, 1898
  - 2. kiadás, Hornyánszky Nyomda, Budapest, 1906, (illusztráció: Mühlbeck Károly)

### 1920–1944
- 300 Ezopus mese, az ifjúság számára átdolgozta: Boros Gábor, Lampel Róbert (Wodianer F. és Fiai nyomdája), Budapest, (legalább 4 kiadás: 3.: 1902, 4.: 1926)
- Ezopus legszebb meséi, a magyar ifjúság számára átdolgozta: Baróti Lajos, Rozsnyai Károly, Budapest, 1900-as évek eleje, 1920-as évek
- Válogatott Ezopusi mesék, magyarul és vendül, írta: Mikola Sándor, szerzői kiadás, Budapest, 1942
- Száz fabula, melyeket Aesopusból és egyebünnen és összeszerzett a fabulának értelmével egyetemben Heltai Gáspár, Kolozsvár, 1566, mai nyelvre átírta Lengyel Dénes, Szent Hilárius, Budapest, 1943, (Szent Hilárius könyvek)
- A bölcs Esopusnak és másoknak fabulái és oktató beszédei, valamint azoknak értelme melly fabulákat egybeszerzette és Kolozsvárott anno MDLXVI. kiadta Heltai Gáspár (most pedig a mai kegyes olvasónak átnyújtja Keleti Arthur), Tevan Nyomda, Békéscsaba, 1943
- Aisopos meséi, fordítás, bevezető: Czimer József, ABC Rt., Budapest, 1943

### 1945–1989
- Ezópus fabulái, fordítás: Pesti Gábor, Közoktatásügyi Kiadóvállalat, Budapest, 1950
- A Hold ruhája, Aiszóposz meséiből, fordítás: Tarbay Ede: Móra, Budapest, 1962
- Aiszóposz meséi, fordítás, utószó, jegyzetek: Sarkady János, Magyar Helikon, Budapest, 1969
- Aiszóposz meséi, fordítás, bevezető, jegyzetek: Bodor András, Kriterion, Bukarest, 1970, (Téka)
- Aiszóposz meséi, fordítás: Sarkady János, Kner Nyomda, Budapest, 1975, (Kner Minikönyvek)
- Esopus fabulái Pesti Gábor szerint, válogatás, szerkesztés, jegyzetek, utószó: Ács Pál, Magvető, Budapest, 1980, (Magyar Hírmondó)
- A madarakról és a vadakról, az aiszóposzi meséket magyarította Heltai Gáspár és Pesti Gábor, a fabulákat gyerekeknek átírta Ács Pál és Székely Júlia Anna, Móra, Budapest, 1985
- Aiszóposz meséi, fordítás: Sarkady János, Európa, Budapest, 1987, (Az ókori irodalom kiskönyvtára)

### 1990–
- Aiszóposz száz története, Ecsedy István átírásában, Bába Kiadó, Szeged, 2005
- Aisopos. Esopus fabulái, mellyeket mastan újonnan magyar nyelvre fordított Pesti Gábriel, Mercator Stúdió, Szentendre, 2006